# Multi warrant
Un Multi Warrant (también conocido como Factor Warrant, Certificado Bull & Bear o simplemente Multi) es un producto derivado que ofrece una multiplicación del rendimiento diario del precio de un subyacente por el factor de apalancamiento indicado en el instrumento (normalmente es posible de -20 hasta 20). El Multi Warrant es muy similar a un Turbo Warrant. El inversor puede participar en mercados alcistas o bajistas en mayor proporción gracias al apalancamiento fijado. Los Multis no tienen un vencimiento predefinido, es decir, son ilimitados. Actualmente, los emisores líderes de Multi Warrants en España son los franceses Société Générale y BNP Paribas
A lo largo de un mismo día, el apalancamiento efectivo podría cambiar debido a la variación del subyacente. La consecuencia es que normalmente se realiza un reequilibrio diario, reestableciendo el apalancamiento del instrumento a su valor indicativo. Este reequilibrio ocurre con el cierre diario del subyacente o alternativamente, si durante el día el subyacente toca la barrera de reajuste, se llevará a cabo un rebalanceo intradiario.

### Ejemplo
A un inversor le gustaría beneficiarse del aumento de los precios de una acción ABC con un Multi Warrant con un factor x10 (posición larga). El Multi permite multiplicar el rendimiento diario de un activo subyacente por 10. Véase la tabla:
| Período | Precio de cierre acción ABC | Rendimiento | × Factor 10 | Precio del Multi |
| ------- | --------------------------- | ----------- | ----------- | ---------------- |
| Día 0   | 100                         |             |             | 100              |
| Día 1   | 101                         | 1%          | 10%         | 110              |
| Día 2   | 105                         | 4%          | 40%         | 153.56           |
| Día 3   | 110                         | 4,8%        | 48%         | 226.70           |

En el día 3, el precio del activo subyacente ha crecido hasta un precio de 110, mientras que el precio del multi a 226.70 unidades monetarias.